# El Zulia
El Zulia è un comune della Colombia facente parte del dipartimento di Norte de Santander. Il comune è situato all'interno dell'Area metropolitana di Cúcuta.
Il comune venne istituito il 30 ottobre 1959.